# Локалита Продутива (Витербо)
Локалита Продутива је насеље у Италији у округу Витербо, региону Лацио.
Према процени из 2011. у насељу је живело 66 становника. Насеље се налази на надморској висини од 316 м.